# Linda Kerridge
Linda Kerridge est une actrice australienne née en 1954 à Wagga Wagga, Nouvelle-Galles du Sud.

## Biographie
Elle est connue comme étant une sosie de Marilyn Monroe. Elle a aussi posé pour Playboy. 
Elle fut mariée à l'acteur américain Corey Parker pendant 3 ans, de 1989 à 1992, avec qui elle a eu un fils.

## Filmographie

### Cinéma
- 1980 : Fondu au noir de Vernon Zimmerman : Marilyn O'Connor
- 1980 : Go West, Young Man : Monroe-Double
- 1983 : Strangers Kiss de Matthew Chapman : Shirley
- 1984 : Cocaïne : Carol
- 1984 : Surf II : Sparkle
- 1986 : Pleasure Planet : Wynzi Krodo
- 1987 : Le trésor de San Lucas : Soames
- 1988 : Alien from L.A. : Roeyis Freki / Auntie Pearl

### Télévision

#### Séries télévisées
- 1978 : Une femme, une époque : Marilyn Monroe adulte

#### Téléfilms
- 1979 : Diary of a Young Comic : Marilyn Monroe double

## Distinctions

### Nominations
- Saturn Award :
  - Nommée au Saturn Award de la meilleure actrice dans un second rôle 1981 (Fondu au noir)